# هوجو اوجیماسا
هوجو اوجیماسا (به ژاپنی: 北条 氏政) (۱۵۳۸ – ۱۰ اوت، ۱۵۹۰) چهارمین رهبر خاندان هوجوی اخیر و دایمیوی قلعه اوداوارا بود. در سال ۱۵۵۹ پدر وی هوجو اوجی‌یاسو خود را بازنشسته کرد و رهبری خاندان را به وی سپرد. مادر وی دختر ایماگاوا اوجیچیکا دایمیوی ولایت سوروگا بود. همسر اصلی وی اوبائین دختر تاکدا شینگن بود. وی پس از شکست در برابر تویوتومی هیده‌یوشی در پی محاصره اوداوارا (۱۵۹۰) هاراکیری کرد.
پسر وی هوجو اوجینائو آخرین رهبر خاندان هوجوی اخیر بود.